# Alejandra de la Guerra
Alejandra de la Guerra (14 de febrer de 1968) és una exjugadora de voleibol del Perú. Va ser internacional amb la Selecció femenina de voleibol del Perú. Va competir en els Jocs Olímpics d'Estiu de 1988 a Seül, on va guanyar la medalla de plata.